# Davissonův–Germerův experiment
Davissonův–Germerův experiment provedli v roce 1927 Clinton Joseph Davisson a jeho tehdejší asistent Lester Germer v Bellových laboratořích. Tímto experimentem potvrdili de Broglieho hypotézu částicově vlnového dualismu . V roce 1937 získal Davisson za tento experiment Nobelovu cenu.

## Experiment
Pokusný aparát sestává ze zdroje elektronů, z krystalu a z Faradayovy nádoby, přičemž samotný experiment se odehrává ve vakuu. Elektrony uvolněné ze zdroje se pomocí nastavitelného elektrického napětí urychlují směrem na krystal, na kterém se rozptylují. V experimentu se následně pomocí Faradayovy nádoby měří závislost intenzity rozptýlených elektronů na úhlu {\displaystyle \theta }. Svazek elektronů přitom na krystal dopadá kolmo.

## Výsledky
Podle klasické fyziky by se elektrony ve výše popsaném experimentu měly chovat jako částice. To znamená, že intenzita rozptýlených elektronů by vůbec neměla záviset na úhlu rozptylu {\displaystyle \theta }. Naopak, v případě že elektrony vykazují i vlnové vlastnosti (jako například rentgenové záření) potom by byl rozptyl popsán pomocí Braggovy podmínky rozptylu.
Clinton Davisson a Lester Germer v experimentu pozorovali rozptyl popsaný právě Braggovou podmínkou rozptylu, čímž v kontrolovaném fyzikálním experimentu poprvé pozorovali vlnové vlastnosti elektronů. Tím potvrdili hypotézu Louise de Broglieho o duálních částicově vlnových vlastnostech hmoty.